# Некрофобия
Некрофобия (от гръцки: νεκρος – „труп“ и φόβος, φοβία – „страх“) или танатофобия (от гръцки: θάνατος, Танатос – „смърт“, бог от древногръцкия пантеон, олицетворяващ смъртта) е натрапчиво страхово състояние от скоропостижна смърт и смъртта въобще. Често се провокира от ситуации и обекти, свързани с мъртвите – трупове, гробове и гробища, ковчези и др.

## Симптоми
Симптоматиката на състоянието е свързана с ускорен пулс, тремор, избягване на места и ситуации, свързани с мъртвите.